# 横浜市立並木第四小学校
横浜市立並木第四小学校（よこはましりつ なみきだいよんしょうがっこう）は、神奈川県横浜市金沢区並木にある市立小学校。

## 概要
1983年に並木地区では4番目の小学校として開校。開校時の児童数は約250名であった（ピーク時の児童数は約1000名）。校章は学校周辺に植栽されているハナミズキをモチーフとして、「N・四・小」の文字を配している。

## 沿革
- 1983年（昭和58年） - 開校
- 1984年（昭和59年） - 校章制定
- 1987年（昭和62年）
  - 創立5周年記念式典・祝賀会
  - 校歌制定
- 1989年（平成元年） - 校舎増改築（Ｃ棟）
- 1990年（平成2年） - 校舎改築
- 1993年（平成5年） - 創立10周年記念式典・祝賀会
- 2003年（平成15年） - 創立20周年記念式典・祝賀会
- 2012年（平成24年） - 創立30周年記念式典
- 2016年（平成28年） - 外壁塗装工事

## 交通アクセス
- 金沢シーサイドライン幸浦駅下車 徒歩5分
- 京急本線能見台駅下車 徒歩20分
- イガイ根公園前下車  徒歩3分（294系統）